# Renaissance und Barock

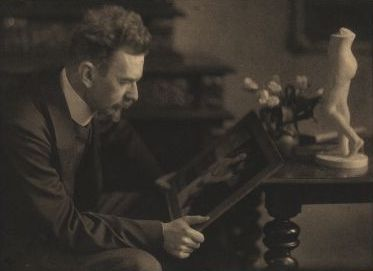
Heinrich Wöfflin

Renaissance und Barock és un llibre publicat a Múnic el 1888 i escrit per Heinrich Wölfflin (Winterthur, 1864 — Zúric, 1945), un dels primers historiadors de l'art, suís i deixeble de Jacob Burckhardt a la Universitat de Basilea, com a treball presentat davant d'un jurat per aconseguir el seu Habilitationschrift, és a dir, la tesi que l'habilitava per al principi de la seva carrera universitària. A partir de Renaissance und Barock, doncs, l'autor ens explica les diverses formes que determinen l'evolució del Renaixement al barroc, tot descrivint ambdós exemples. Per a ell, la història de l'art és considerada com una història sense noms (Kunstgeschichte ohne Namen), és a dir, que una escultura o pintura no és obra d'un artista en concret i de la seva destresa o situació personal, sinó que es tracta de la conseqüència de tot un desplegament de formes determinades per la idea que el classicisme no és més que aquella perfecció a la qual es contraposa el barroc. Estem parlant, doncs, d'un veritable connaisseur, conoscitore, d'un personatge que basava el seu mètode crític en la diferenciació de l'obra d'art a partir dels seus detalls formals.
Segons Heinrich Wölfflin, doncs, no estem parlant de dos moments històrics concrets sinó de dues categories oposades segons cinc antítesis: lineal-pictòric, superfície-profunditat, forma tancada-oberta, unitat-multiplicitat, claredat absoluta-relativa.
D'aquesta manera, l'autor defensa com, amb el pas del temps, el barroc simplement reemplaça el Renaixement a partir d'un canvi de les seves formes, no perquè el Renaixement entri en una decadència que li comporti arribar a aquest punt anomenat barroc.
Finalment, cal dir que Renaissance und Barock  és un text altament polític, basat en els aspectes educatius universitaris de Heinrich Wölfflin en història, política i filosofia i la seva preocupació per l'ascens de l'estat alemany.

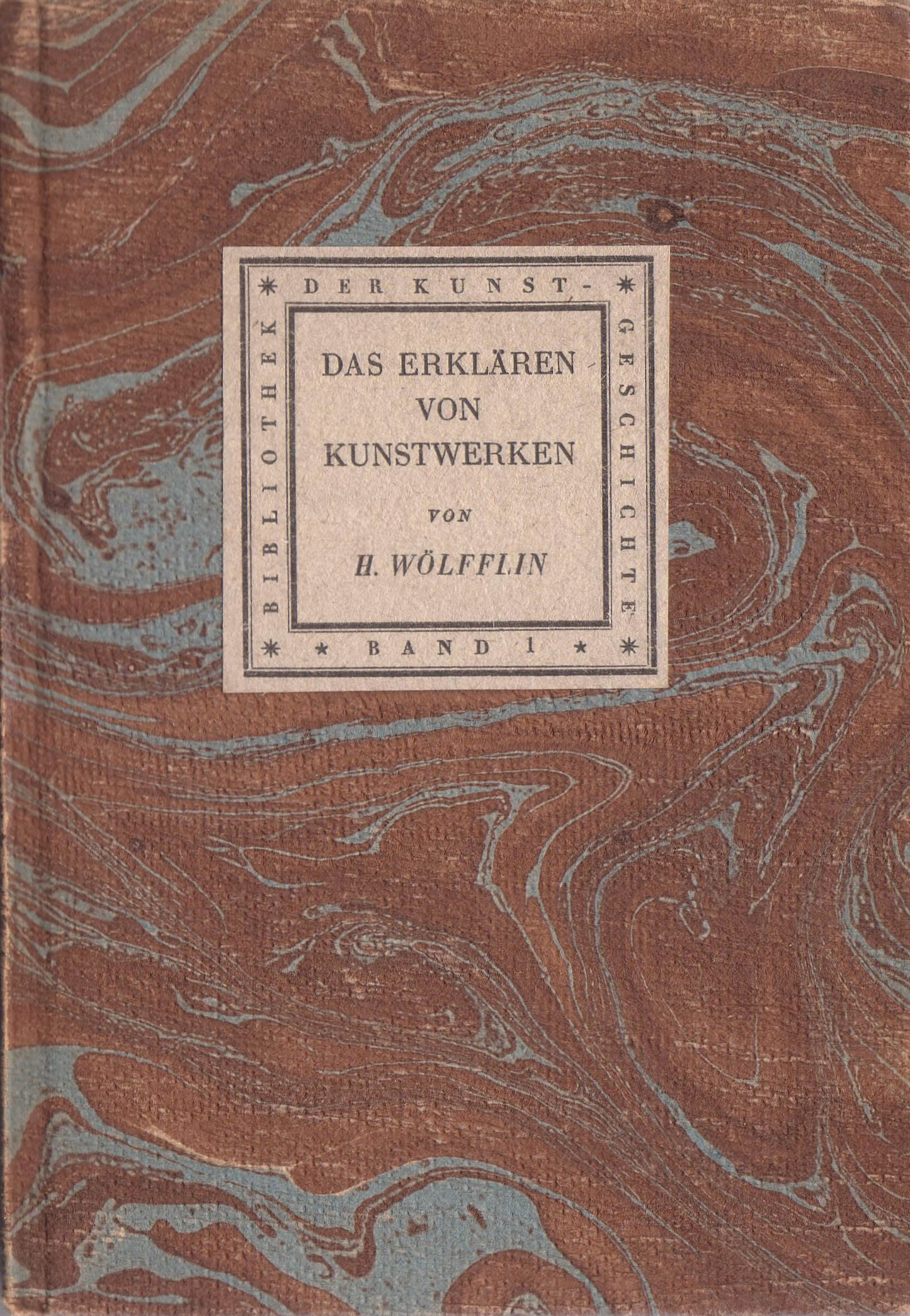
Das Erklären von Kunstwerken, de Wöfflin

## La seva importància
La importància d'aquest llibre no recau només en el fet que Heinrich Wölfflin esdevingui el representant més conegut de les teories de la “pura visualitat” (reine Sichtbarkeit) de l'escola de Viena, sinó que, a partir d'obres com l'analitzada o el llibre que publicà posteriorment i en què també desenvolupà les seves teories, titulat Die Klassische Kunst (1899), el barroc començarà a veure's des d'una visió positiva. No es veurà com una etapa obscura, decadent i de trencament evolutiu després de la perfecció del Renaixement, sinó, simplement, com una evolució d'un estil a un altre de diferent.
Per altra banda, cal destacar també que, a partir d'ell, es desenvolupà una anàlisi de l'obra d'art pròpiament dita, a partir de la distinció entre formes representatives i formes figuratives.
Heinrich Wölfflin també havia popularitzat en Renaissance und Barock que la transició del realisme de Quatrocento a l'idealisme del Cinquecento estava interpretat en termes de la transformació de la burgesia a la noblesa.
Malgrat la seva importància, se li ha tingut en compte que la seva oposició entre barroc i Renaixement ignori un estil importantíssim en aquesta transició, el manierisme.
Cal tenir en compte també que tots els estudiosos que s'han ocupat de les propostes de Heinrich Wölfflin han advertit en aquest treball una influència molt forta de les idees neokantianes, evidents en Renaissance und Barock, en què se cita textualment La crítica de la raó pura i establirà les premisses que sistematitzarà després en Principis fonamentals en la història de l'art.
Tot i així, l'impacte que van tenir les seves idees en el món acadèmic alemany no van representar una bona acollida entre qui concebia la història de l'art com un resultat de fenòmens extrínsecs a l'obra d'art, però sí que van suposar una àmplia receptivitat entre aquells que afirmaven que la història de l'art era la història de les formes artístiques.

## Contingut del llibre
L'obra de Heinrich Wölfflin està dividida en diversos capítols, englobats en una introducció i tres parts, dels quals, a continuació, es detalla una síntesi de les idees principals:

### Introducció[9]
Per començar, Heinrich Wölfflin explica que, durant llargs anys, el barroc s'ha entès com l'estil en el qual desemboca la dissolució del Renaixement, o en el qual aquest degenera. Aclareix que, a Itàlia, aquesta transformació comporta el pas d'un art rigorós a un art lliure i pintoresc i, contràriament, al nord es produeix una arbitrarietat pintoresca i decorativa.
És important trobar els símptomes de la mort de l'art del Renaixement, i per això estableix que és necessari delimitar el camp d'observació. Explica que, de les transformacions que experimenta el Renaixement, Roma és un gran exemple per tres motius. Primer, perquè és on el Renaixement madura i per la gran quantitat de monuments antics que conté. Segon, perquè és el primer lloc on es manifesta el barroc. I tercer, perquè el barroc romà implica una transformació completa i radical del Renaixement.
A continuació, Heinrich Wölfflin emfasitza la dificultat de definir el concepte època. Segons ell, començament i final s'assemblen tan poc que és difícil albirar unes línies evolutives contínues. L'objectiu, doncs, és captar l'origen del Barroc, per la qual cosa el llibre se centrarà en el primer període, fins a 1630, després de l'alt Renaixement.
Entre els principals mestres del barroc, l'autor destaca:

•Donato d'Angelo Bramante (mort el 1514): per la seva gran evolució a Roma, es considera que té estil romà. De les seves obres principals, destaquen Sant Pietro in Montorio i la Cancelleria.

•Rafaello Sanzio (mort el 1520): és un intermediari entre Bramante i Palladio. Les seves obres principals són el Palazzo Vidonicaffarelli i el Palazzo dell' Aquila.

•Baldassare Peruzzi (mort el 1537): destaca el Palazzo Massimi alle Colonne.

•Antonio da Sangallo el Jove (mort el 1546): gran promotor de l'evolució del barroc. El seu estil és personal, sever i robust. Rafael va ser el seu mestre, amb el qual va col·laborar en la construcció del Palazzo Farnese.

•Michelangelo Buonarroti (mort el 1564): considerat el “pare del barroc”. Com a arquitecte, tracta les formes amb desimboltura. A Florència, duu a terme dos projectes per a la façana de San Lorenzo (1516-17), la tomba dels Medici i la biblioteca de San Lorenzo. A Roma, transforma el Capitoli, i dels seus últims anys, destaca l'església de Santa Maria degli Angeli i la porta Pia (1561).

•Jacopo Barozzi da Vignola (mort el 1573): considerat el perfecte artista de les regles, gran representant acadèmic. Malgrat això, en les seves regola s'observa la gran llibertat que es permet. Col·labora amb Michelangelo en el Palazzo Farnese i en el Capitoli. Una vegada mort el mestre, va edificar cúpules secundàries, el castell de Caprarola i l'església d'Il Gesù, inacabada a causa de la seva mort.

•Giacomo della Porta (mort el 1602): successor de Jacopo. Gran personalitat, gran força personal en les seves obres. Va ser el primer a imprimir una marca barroca a les esglésies, palaus i vil·les. La seva obra més destacada és la cúpula de Sant Pere.

•Carlo Maderno (mort el 1629): va acabar el treball de Giacomo, però les seves últimes obres marquen ja la dissolució de l'estil del barroc. A més, és important comentar que va fer seva la manera de sentir romana. Les seves obres més destacades són la façana de Santa Susanna i la façana de Sant Pere.

•Bartolomeo Ammannati (mort el 1592): contemporani de Vignola. Va ser arquitecte a Roma. De la seva obra, destacarem el Ponte della Trinità i el Collegio Romano.
L'autor afegeix certs artistes llombards amb certes objeccions cap a l'esperit de renovació, ja que no són romans: entre ells, destaca Martino Lunghi, el seu fill Onorio (mort el 1619), Domenico Fontana, el seu germà Giovanni (mort el 1614), Flaminio Ponzio, Ottaviano Mascherino, Giovanni Vasanzio, etc.
En aquest context, l'autor explica que l'antiguitat passa a ser considerada una “regla”, encara que alguns pretenen lliurar-se'n, deslligar-se d'aquestes cadenes: Giovanni Paolo Lomazzo, per exemple, en el seu Trattato dell'Arte, reconstrueix casos antics d'autors que es van permetre llibertats a l'hora de crear.
Heinrich Wölfflin realitza una crítica a l'autor Cornelius Gurlitt Arxivat 2013-10-20 a Wayback Machine.:considera que la seva obra no permet al lector fer-se una idea justa del que és veritablement barroc: “Partint d'una base antiga, passa per un tractament de la idea arquitectònica que unia una llibertat buscada a gratcient i una varietat formal moderna, per arribar a una forma d'expressió sobrecarregada i finalment exagerada fins a la bogeria”.
L'autor no ressalta la importància de l'evolució romana perquè el seu estudi comença després de Michelangelo Buonarroti.

### Primera part: la naturalesa de la transformació estilística
A partir de diversos conceptes, l'autor ens presenta les característiques principals del barroc, que el diferencien del Renaixement. Aquests conceptes serien els següents:

#### L'estil pintoresc
Es considera que l'arquitectura barroca és "pintoresca", però aquest concepte resulta molt ampli i al seu torn poc clar. D'altra banda, també existeixen la pintura i escultura pintoresques.
Així doncs, l'autor explica que el pintoresc és “el que constitueix un quadre, la qual cosa, sense necessitat d'afegir gens, ofereix al pintor un model”. L'arquitectura “estricta” ens influencia per ella mateixa, del que és, i la pintoresca ho aconsegueix per la impressió de moviment. Per tant, és aparença, no té una realitat corporal, però sí diferents mitjans per a reproduir el moviment del qual parlem.
A continuació, l'autor destaca les principals característiques, usos i materials de l'estil pintoresc:
- Material: carbonet, llapis o pinzell ample.

- Contorn: s'expressa fugaçment. Ús de masses amples i difuminades.

- Composició: dividida en masses de clarobscur. Les ombres creen sensació de forma i impressió de moviment.

- Oposició pla-espai: que es correspon a la de línia-massa.

- Dissolució de la regla: no es considera pintoresca.

- No existeix l'ordenament simètric: ús de formes aïllades, el centre del quadre és indefinit.
- Les figures no es reparteixen en un esquema arquitectònic.

- Atempta contra el gust plàstic.

- Gran riquesa de motius que porten a la fantasia i a l'infinit.

Finalment, l'autor aclareix que la diferència entre el pintoresc i l'acolorit resideix en el fet que el pintoresc pot prescindir del color, no és realment essencial.
Malgrat totes aquestes explicacions, el concepte del moviment no és suficient per a caracteritzar el barroc. Per això, explica Heinrich Wölfflin, és necessari comparar-lo amb el Renaixement: l'estil que l'ha precedit.

#### El gran estil[10]
Es pot considerar el Renaixement un art bell, plàcid, sense inquietuds ni agitació. Contràriament, el barroc persegueix un altre efecte: el sobresalt, l'èxtasi i l'embriaguesa. Ens impacta momentàniament, deixant-nos un malestar incòmode en el cos. Així doncs, l'autor el caracteritza com a “inestable i insatisfactori”, característiques que s'aconsegueixen amb el tractament de la forma: l'efecte de la massa i del moviment.
El barroc presenta un gust adaptat a crear formes enormes i colossals. La composició es basa en la uniformitat, la unificació i la simplificació, per la qual cosa no acumula parts aïllades, sinó que les uneix.

#### Efecte de massa
Per a explicar l'efecte de massa en el barroc és necessari corroborar certes característiques d'aquest:
El barroc té una animadversió vers l'angle recte, això fa que es provoquin plegaments de la forma desitjada a voluntat, els seus elements massius estan poc diferenciats i no són autònoms, aquests s'incorporen a la matèria i aquesta esdevé una massa mural sense divisions.
En un edifici barroc, la massa del cos es manté conjunta, no s'articula i no té un pla desenvolupat; tanmateix, l'embolcall de la massa ocupa un gran espai, cosa que provoca un desbordament en conjunt.
Contràriament al Renaixement en la massa, els seus elements són desunits i lliures; aquests elements són únics, ja que li doten d'un equilibri en els embolcalls, el farcit i la forma, tal conjunt dona un relaxament en la massa.
A manera d'exemple pràctic, aquests elements es poden observar en la substitució del pilar per la pilastra, vegeu el pati del Palazzo Farnese o el vestíbul de Laurenziana.
El moviment
El moviment és un fet a destacar, diverses premisses ens ajuden a entendre'l:
El barroc es basa en el concepte de necessitat i d'insatisfacció; aquesta crea una important impressió de moviment.
La forma lligada al moviment es crea a partir d'un complex nombre de línies; aquestes configuren una multiplicació d'elements i donen una forma concentrada anòmala que desdibuixa els seus límits; la verticalitat domina les línies horitzontals i dona un dinamisme barroc en el sentit d'una sola direcció, la vertical.
Complementant aquesta geometria, la sensació de moviment també és deguda novament a la pesantor, al reforç i perquè la construcció es concentra en un sol punt.
L'aixecament i sustentació dels edificis barrocs són de gran intensitat; aquests creen un impuls de moviment enorme; a més, podem trobar en conjunt que es facilita una gran importància en la creació de les ombres. Noves formes creen un moviment de composició trobant una successió rítmica formal que accentua l'expressió plàstica.
De cara a l'observació, l'ull pot observar l'ondulació del mur, una impressió de moviment en les formes de la natura des de diferents angles, cosa que aporta una forta riquesa estètica. Vegeu, per exemple, San Gregorio Magno.
Conclusions
El barroc basa tota la seva infraestructura en la insatisfacció a causa del sofriment, al començament vacil·lants, a la impossible conclusió, al sentiment de l'espai indefinit; principalment la forma es dissol creant un efecte pintoresc de tancament, en què la llum juga amb la foscor i la claredat mai es pensa en la forma exterior sinó en l'infinit.
El barroc no és perfecte, esdevé un monument on no hi ha relacions harmòniques, les proporcions són anòmales i la dissonància regna en el conjunt de les formes; totes les peces treballen en conjunt. Vegeu la façana d'Il Gesu.
El Renaixement difereix perquè es caracteritza per la idea de l'obra perfecta, amb caràcter de necessitat.Totes les modificacions són negatives, advertint que els canvis poden tornar la bellesa en destrucció; cada part deriva de l'altra com una creació orgànica; l'art treballa com la natura. Un clar exemple en podria ser les composicions de Bramante.

### Segona part: les raons de transformació estilística[13]
En aquest apartat, es pregunta quina és la raó per la qual hi ha un canvi del Renaixement al barroc:
Les formes antigues canvien, el Renaixement perd el seu atractiu perquè els motius reiteradament vistos ja no actuen; en cada època la sensibilitat és diferent, aquesta es debilita i es fatiga produint una disminució en el sentiment de la força; el barroc torna a reforçar la impressió perduda.
Aplicant la teoria psicològica i una analogia amb el cos humà, es pot entendre els canvis o la transició d'un moviment a l'altre, es crea una nova atmosfera d'animació de l'inconscient de la matèria sumant la idea de l'edifici com si fos una persona; el barroc es descriu com la possibilitat que la seva massa pot ser amorfa, fofa, no es regeix per una forta musculatura, és exactament com la carn d'un obès.
El cos i la voluntat van separats, així l'esperit governa imperfectament.

### Tercera part: l'evolució dels estils[14]
En aquesta tercera part, a partir d'exemples concrets de la història de l'art, autors i edificacions renaixentistes i barroques, ens afirma els conceptes tractats als capítols anteriors.

#### L'arquitectura religiosa[14]
En primer lloc, ens presenta l'arquitectura religiosa i ens comenta cada un dels elements que la caracteritzen tant en el barroc com en el Renaixement.
En el Renaixement, la construcció central amb cúpula era la més perfecta
expressió. El principi de la construcció central contrària a tota construcció longitudinal és
la perfecta unitat i homogeneïtat. Exterior i interior es corresponen absolutament, tots els costats
ofereixen el mateix aspecte. D'aquesta manera, tant a l'exterior com l'interior, cada línia apareix
determinada per la força que s'exerceix a partir del centre que ho equilibra tot.
És justament aquí on es troba el caràcter d'estabilitat, repòs, propi
del Renaixement.
Els quatre braços de la creu estan perfectament equilibrats, la llum de
la cúpula inunda uniformement des del centre totes les parts; en tots els llocs domina un acabament i la perfecció del ser.

#### Façana[15]
En aquest capítol, Heinrich Wölfflin ens explica el tractament que fa el barroc de la façana com un espectacle de la més gran magnificència que precedeix el cos de l'església sense cap relació orgànica de l'interior.
Al contrari del Renaixement, el barroc té un estil de façana amb dos pisos: un d'inferior d'alçada de les capelles de l'interior i un pis superior d'amplada inferior que correspon a la nau central, però que, usualment, sobrepassa l'alçada i està coronat per un frontó. Lateralment, es recolzen unes volutes.
El mur està dividit per pilastres, de manera que obté cinc trams a baix i tres a dalt; el tram mitjà és una
mica més ample i es compon d'una porta i una finestra superior; les altres superfícies estan farcides amb nínxols i amb excavacions rectangulars.

#### L'evolució històrica de la construcció de les façanes[16]
En aquest punt, l'autor ens explica l'evolució progressiva del Renaixement al barroc a partir de les façanes de les seves esglésies.
Ens posa, en primer lloc, l'exemple de l'església d'Il Gesù a Roma de Vignola. Hi podem observar un ordre en les pilastres encara semblant als dos estils, però, no obstant això, hi notem ja com l'ompliment de les superfícies es diferencia en funció del pis: al pis posterior, tot està comprimit, sense espai lliure; en canvi, al superior, es respira un ambient menys ofegat. El disseny de la porta i els capitells amb garlandes opulentes és barroc però encara es manté tot tímidament esvelt.
A la part realitzada pel successor de Vignola en la construcció d'Il Gesú, Giacomo della Porta, a part de constituir la seva primera gran creació, ja hi trobem un moviment i un efecte de pesadesa a la façana, un desenvolupament de les formes i el disseny de manera horitzontal, propis completament del barroc, amb volutes, pilastres amples, un frontó de grans dimensions que dona pes al pis inferior, una plasticitat de la decoració que augmenta quan ens apropem al centre, entre altres elements.
Les diferències primordials aplicades en aquest exemple que ens posa l'autor, doncs, serien les següents:
- La relació dels pisos entre si: en Vignola, tenen el mateix valor. En Giacomo della Porta, en canvi, l'inferior té més pes i el superior només sembla estar sobreposat.
- Les formes: en Vignola, les formes autònomes i les proporcions són simples i racionals. En Giacomo della Porta, observem una aproximació de les pilastres creant una totalitat indivisible, una massa valorada com a massa que no permet la relaxació, una unitat. Hi ha un domini dels elements pesants, cornises, àtics, frontons i volutes. L'arquitectura desemboca en l'expressió d'una gravetat quasi angoixosa.

Un altre exemple tractat en aquest apartat és el de San Luigi de Francesi, també de Giacomo della Porta, tot i que se surt de la seva línia d'evolució, donada la monotonia de la seva façana.
A partir d'aquí, ens parla d'altres artistes de l'època que, tot i ser barrocs, no tenen gens d'importància ni relació amb aquest estil. Un exemple podria ser Martino Lunghi el Vell amb l'església de San Atanasio del Greci.
Un altre artista que també tracta l'autor és Carlo Maderna i la seva gran personalitat creadora, amb idees barroques amb un poder que realment arrossega l'espectador, sempre buscant la massa i el moviment, amb façanes com la de Santa Susanna.
La riquesa es descarrega en un impuls cap a dalt. Però, en comparació amb Giacomo della Porta, Carlo Maderna mostra ja aquí que la pesada gravetat comença a abandonar l'art, la pressió comença a alleugerir-se i les formes es van movent amb més alegria, començant a trencar l'horitzontalitat.
Finalment, l'autor parla de Soria, el valor del qual resideix, no en la vitalitat i en la riquesa d'idees de la composició, sinó en la seriositat amb la qual tracta les masses de travertino. És el representant de la gravitas romana; totalment autònom, fa un ús moderat dels mitjans que un art evolucionat utilitza per a agradar. L'exemple més destacable n'és Sant Gregori sobre el Mont Caelius amb la seva monumentalitat a partir d'un pati amb pilastres.
Això ens demostra, doncs, com a conclusió, que les perspectives riques i pintoresques no corresponen al gust seriós del primer estil barroc i que, per tant, hi ha hagut una clara evolució d'un estil respecte a l'altre.

#### Organització de l'espai interior[17]
En aquest capítol, l'autor ens posa l'exemple de diversos autors per tal de poder dur a terme la comparació. En primer lloc, ens mostra com Bramante, amb la seva cúpula central envoltada de quatre petites cúpules autònomes respecte a la gran, que moderen la impressió de grandiositat, no és barroc. Ens parla també de Miquel Àngel, que redueix les dimensions de les sales adjacents per aconseguir una sala principal que es converteixi en el centre de dominació absoluta.
A partir d'aquí, doncs, ens descriu com en el barroc, amb les seves sales grans i altes, sense cap mena de progressió de les dimensions per determinar la impressió, es diferencia clarament la feina de Bramante i Miquel Àngel. Hi afegeix el desig d'utilitzar un ordre únic per a dividir els murs de les sales. Es renuncia, doncs, a tota referència humana.
Això contrasta clarament, doncs, amb la feina de Bramante, que afegeix columnes a escala humana per a no donar sensació d'ofec, per tal que l'individu experimenti una tranquil·litat en veure aquestes formes més properes a ell, i la de Miquel Àngel, que busca sempre el colossal, però deixant sempre que el petit subsisteixi paral·lelament i conservant la seva autonomia.
L'espai interior al Renaixement està calculat perquè la persona el domini, perquè pugui experimentar un sentiment vital. En el barroc, en canvi, l'ésser humà és engolit per l'espai, s'hi submergeix amb desmesura.
Tot això, ho exemplifica a partir dels diversos punts de vista en l'organització de les esglésies:
a) Nau allargada amb capelles
Posant una altra vegada l'exemple d'Il Gesù, ens parla de com, en el barroc, una nau amb una alçada i una amplada considerables no té presència de naus laterals sinó de capelles, mantingudes en l'obscuritat, que ja no reivindiquen l'autonomia sinó que es converteixen en un punt de transició.
Paral·lelament, l'arquitectura esdevé un element pintoresc amb grans altars murals, en què la imaginació es dirigeix cap a l'indefinit.
Contràriament, al Renaixement, observem capelles clares i sense gaire profunditat, cors circulars i on el fet de trobar naus úniques amb capelles només es donava en esglésies petites.
b) La volta de canó
En el barroc, es dona una clara descomposició de la nau allargada en cúpules. La volta de canó ens permet deixar sense dividir l'espai en comptes de compartimentar-lo.
Així, doncs, es dona una impressió de moviment a partir de la sensació que la volta sembli arquejar-se i, en el cas de les grans dimensions, fins que l'espai creixi cap amunt.
D'aquesta manera, doncs, les pilastres dels murs per tal de dividir la volta de canó, amb el temps, s'aniran ocultant.
No obstant això, aquesta distribució comportarà problemes d'il·luminació, d'aquí que, progressivament, s'hi afegeixin petites obertures i, posteriorment, ja en ple barroc, finestres.
c) Tractament del mur
En el Renaixement, trobem un mur perforat per les entrades, emmarcades per pilastres que divideixen el mur en tota la seva longitud, a les capelles.
Aquest ordre mural va arribar molt lentament al Renaixement a partir de la nau única amb capelles i sostre pla. Trobem, a més, dos ordres de pilastres: un ordre inferior emmarca les capelles i el superior les finestres. Amb el temps, amb Sansovino, l'ordre superior desapareix, les pilastres no divideixen el mur que porten a les finestres i s'hi afegeix l'àtic.
La volta està unida a un sistema unitari, però quan es tracten grans dimensions, es divideix en dos ordres. Per tant, la pilastra es fa necessària per a dur a terme aquesta divisió del mur, esdevé una expressió necessària de la gravetat continguda.
Cal remarcar també com, donades les dimensions, la pilastra no permetia crear una visió de divisió prou forta. En el barroc, doncs, s'eliminarà la pilastra i, amb el temps, també els dos nínxols de la paret. L'àtic també anirà desapareixent. L'arc que dona entrada a la capella i que tenia tanta importància en el Renaixement també s'anirà rebaixant.
Paral·lelament, hi haurà una acceleració del ritme a partir dels canvis en les proporcions dels arcs (més esvelts) i els trams (cada cop més estrets) i l'augment de la successió.
d) Cúpula i efecte de llum
Mentre que en el Renaixement la cúpula ascendeix de manera natural i serena, en el barroc no canvia res en l'organització sinó en les proporcions. D'aquesta manera, es crea un efecte pesat de l'espai que fa que la cúpula es comprimeixi, però, igual que en la pintura en què les figures ja no planen sinó que sembla que ascendeixin, amb el temps, a mesura que evolucioni la tècnica, s'anirà també solucionant.
La finalitat de la cúpula, doncs, és fer entrar a l'interior la llum tan essencial que dona caràcter sagrat al lloc. D'aquesta manera, obscuritat i espai, per tant, són il·limitats i les capelles desapareixen en la penombra, ja que el barroc considera la llum com el mitjà per a crear una atmosfera. La seva falta de llum, en comparació amb el Renaixement, està relacionada amb la pesadesa de les formes.
A mesura que vagi passant el temps, però, i a mesura que l'arquitectura comenci a respirar lleugerament, l'interior es tornarà més clar.

#### Els palaus[18]
En aquest cas, el capítol es divideix en tota una numeració de punts:
1. Se'ns parla de com l'arquitectura profana és molt diferent de la religiosa i més estricta i formal, en comparació amb l'abundància i la força de les façanes de les esglésies. El mateix Carlo Maderna desenvolupa el palau dels Mattei amb una estètica molt més horitzontal, gran i despullada, fent una impressió de tristesa. Alhora, es dona una arquitectura exterior molt diferent de l'interior. És a dir, que mentre per fora és trista i poc atractiva, per dins és exuberant i embriagadora. Això es dona, precisament, pel fet que els palaus són un clar reflex de l'alta societat, basada en les relacions socials, rígides i amb un to impersonal i indiferent. D'aquesta manera, tota manifestació lliure està restringida a l'interior de la casa. Els edificis públics en són una excepció, així com els palaus dels papes, ja que no han d'atendre cap normativa social. Al contrari, han de mostrar una llibertat i luxe, tant a l'interior com a l'exterior, per impressionar els espectadors, tot mostrant el seu poder.
2. Les construccions seran grans, severes i distingides, amb poca divisió i sense compartiments a la façana, completament contrària a Bramante, que definia verticalment, a partir de columnes i pilastres i cornises, i ho tenia tot ben mesurat i ordenat, sense sortir res del seu context. El barroc renuncia a aquesta divisió, trenca el menys possible la integritat del mur. Es treuen tots els suports i, fins i tot, es deixen les finestres suspeses sense cornisa. Tot i així, cal destacar com el barroc de l'últim temps reintrodueix les pilastres. El mateix gust per la unitat de la massa determina la relació entre el mur i l'obertura. Les amples finestres del Renaixement es van tornant cada cop més estretes; s'eleven els pisos de manera que queda una gran superfície al mur buida per sobre de les finestres. Per altra banda, les plantes baixes estan tancades i sense cap mena de divisió per ampliar la sensació de poder.
3. Es dona una composició horitzontal amb una amplada més important que l'alçada. Hi ha una massa homogènia, sense divisions, tot i ser molt allargada. Només hi observem una disposició rítmica de les finestres, molt utilitzada per Giacomo della Porta, fent que totes s'acumulin cap al centre en un moviment viu, mentre que els extrems presenten una posició aïllada que marca un punt de partida calmat d'aquest moviment.
4. Mentre que en el Renaixement la composició era vertical, amb una successió de pisos autònoms, uns sense relació amb els altres i atorgant el mateix valor a tots, en el barroc, un pis dominant predomina sempre sobre els altres; tots s'hi subordinen i no tenen sentit ni significat o valor estètic sense aquell. S'elabora, doncs, un pis principal, hi ha una superioritat que s'observa a partir, sobretot, de les finestres, les quals, a la planta baixa, presenten severitat i falta de soltesa i, a la part superior, simplicitat absoluta. A les finestres del mig se les reserva l'obertura majestuosa. Observem una gran alçada de l'edifici corresponent a la disposició de les sales de l'interior i petites obertures, que des de fora semblen lluernes, per tal de contrarestar la falta de llum de les finestres disposades en una sola línia. En alguns casos, es fa un entresòl. Per tant, a diferència del Renaixement, les lluernes ja no s'amaguen, sinó que adquireixen una importància decorativa pròpia. Per exemplificar les seves explicacions, l'autor ens parla del Palazzo Farnese, el primer gran exemple barroc que segueix aquestes premisses amb les modificacions d'Antonio da Sangallo a la feina de Miquel Àngel, fent córrer la cornisa de manera que el pis principal, amb les seves grans finestres, conservi el seu efecte. Hi trobem cinc pisos ordenats de manera que sembli que només hi hagi un pis principal. És a dir, no hi observem una divisió vertical i ja hi trobem les lluernes i les cornises, tot i que encara falta la grandesa típica del barroc romà. Giacomo della Porta és el que farà el pas decisiu, igual que va fer amb l'arquitectura religiosa, a l'hora de crear una massa barroca i un moviment en la composició.
5. La importància en el Renaixement de les divisions amb les cornises i el sòcol va desapareixent, fent-se cada cop més fins.
6. Les finestres ja no tenen forma autònoma, ja no són aediculae, petites casetes en la casa, que es representen amb les seves pròpies columnes i pilastres, amb un frontó coronant-les. Una simple motllura reemplaça la pilastra i es comença, especialment, a utilitzar el frontó de manera moderada, normalment substituït per un simple terrat horitzontal. Per regla general, se li reserva al pis que es vol accentuar. El disseny de la base de la finestra també és variable. Normalment tenia una banqueta. En el barroc, ja no es tolera més que en els llocs privilegiats, perquè suposa un símbol d'autonomia relativa. El que sí que es farà és accentuar les parts superiors de les finestres. La verticalitat és expressada als frontons. Tota la força plàstica és projectada cap a dalt.
7. Importància dels grans pòrtics a partir de la necessitat de tenir una obertura, ampla i alta, per al pas dels carruatges. Hi ha, doncs, una necessitat funcional unida a les intencions del barroc, ja que el pòrtic es converteix en la peça d'ostentació de la façana. Serveix, a més, de suport al balcó i es perllonga en una rica finestra central amb un escut d'armes i ornamentació diversa. A vegades, es fa ús d'un terreny en pendent per a potenciar la magnificència de l'estil.
8. El barroc no dona una forma regular al pati excepte quan és de grans dimensions. Als petits palaus, el pati perd la importància del Renaixement com a lloc d'estar, ja que el seu objectiu és imposar poder, gràcies a les dimensions i a la pesadesa. D'aquesta manera, mentre que als renaixentistes Palazzo Farnese i Palazzo di Venezia, els patis contenen pilastres i galeries de columnes superposades, amb proporcions delicades i lleugeres, amb Vignola es pretén causar impressió combinant un contrast amb la façana. En el barroc, els cinc pisos a l'exterior se'n redueixen a dos al pati, els més poderosos. N'és un exemple el castell de Caprarola de Vignola, un pentàgon amb quatre files de finestres per fora que es converteix en un cercle amb només dues arcades, que corresponen als dos pisos inferiors principals, per dins. La resta retrocedeix i resta invisible per a qui està dins del pati. El palau privat renuncia a un pati amb una forma regular. No es desitja que el pati actuï per si mateix, ja que no és un conjunt autònom que tingui un determinat dret, sinó que es pensa únicament l'aspecte que tindrà per a qui entri a la casa. Per tant, hi ha una pèrdua del caràcter d'estança; no es volen mostrar els límits sinó atraure més aviat la mirada per mitjà d'una gran perspectiva. Hi ha un pas de la disposició central del pati renaixentista a la longitudinal del barroc a partir de:

- No hi ha façanes laterals, per a dur tota l'atenció sobre l'única façana posterior.
- La font que normalment es col·loca al centre passa ara a un nínxol contra el mur.
- Es fabrica òpticament una perspectiva sobre el que està més enllà del pati i, d'aquesta manera, s'atrau la imaginació cap a horitzons més llunyans.
Com a exemple, Heinrich Wöfflin ens parla del Palazzo Massimialles Colonne de Peruzzi, amb els seus patis successius, i del Palazzo Sacchetti amb la seva perspectiva sobre el jardí i les llotges obertes.
On no hi havia llunyania a mostrar, es buscava, amb ajuda d'una arquitectura pomposa, la impressió que l'entrada s'obria sobre alguna cosa completament nova i encara més important. Un bon exemple n'és la columna de Borromini al Palazzo Spada, on sembla que es deixi la mirada sobre una gran perspectiva.
Segons l'estil va evolucionant, es busca un efecte de contrast entre la discreta façana i el pati on es desenvolupa tota la plenitud d'una riquesa alegre i lliure.
En aquest sentit, l'autor ens parla del Palazzo Mattei di Giove de Maderna, on una fila de tres arcs amb una balustrada amb escultures és concebuda com una entrada al jardí i els murs del pati estan decorats amb franges verticals i per múltiples relleus (oposició a la façana totalment despullada on l'horitzontalitat regna).
9. Les escales són l'orgull del palau aristocràtic. Així, doncs, mentre que en el Renaixement són còmodes, amples i clares, amb un vestíbul que funciona com a simple pas que condueix al pòrtic del pati, amb la sensació de pujar-les amb dolcezza, com deia Vasari, en el Barroc expressen pesadesa, tot portant aquesta dolcezza a l'extrem, fent-la, fins i tot, incòmoda.
10. Els interiors segueixen les mateixes proporcions de les esglésies, tot buscant la major alçada i amplada possibles. Ja no són sales que es puguin ocupar completament per qui les habita i que estan en consonància amb les seves mides, sinó que són sales de dimensions grandioses. Acostumen a tenir un sostre pla, de fusta, amb un model ornamental molt poderós i de composició turmentada, i colors com el vermell, el blau i l'or. Un bon exemple n'és Carlo Maderna amb la Sala Regia del Quirinal. Al costat de la sala, es troba també la volta sobre pla quadrat que, en el seu origen, no estava recoberta de pintura més que en el pla quadrat, però que, cada vegada més, ho està en tota la superfície. A vegades, com en el cas de Peruzzi en la Farnesia, la paret està pintada amb arquitectura aparent per fer semblar la sala més gran del que és. Quant a decoració, trobem també grans tapisseries (reemplaçades a vegades per panells de fusta), frisos buits i un cimacio molt ressaltat, que fa que tot plegat no ocupi més que la meitat de la paret. L'espai que queda fins al sostre es recobreix a partir de pintures murals al fresc d'una sola peça per tal de donar encara més sensació de pesadesa. Una vegada més, trobem l'absència d'aquells sòcols i pilastres del Renaixement que dividien la paret en superfícies. Per altra banda, cal destacar que és una innovació interessant que la peça d'ostentació dels palaus ja no sigui la gran sala central quadrada, sinó una sala estreta i bastant llarga, la galeria, una forma derivada de la loggia. És a dir, torna a haver-hi un pas de la verticalitat a l'horitzontalitat. Exemples, en serien les galeries del Palazzo Farnese de Vignola, del Palazzo Doria o del Palazzo Colonna.

#### Vil·lesi jardins[19]
A Itàlia, des del Renaixement, trobem dos tipus de vil·les:
- vil·la de camp: economia i instal·lacions previstes per a llargues estades i una vida de luxe;
- vil·la suburbana: a les portes de la ciutat, per acollir durant poc de temps una alegre companyia i gaudir de la llibertat fora de la vida de la ciutat. Trobem molta bellesa i jovialitat en l'arquitectura (grans sales obertes, pla articulat que fins i tot renuncia a la simetria, estances llargues i còmodes, molt d'aire i llum. Un bon exemple n'és la renaixentista vil·la Farnesina.

En el barroc, l'estil massiu s'apodera també de la vil·la. En primer lloc, trobem una distinció entre l'exterior (aspecte estricte i poc atraient) i l'interior (intimitat i riquesa més exuberant).
A la vil·la suburbana, a vegades trobem tanta grandiositat que sembla, fins i tot, sinistra, amb superfícies murals tancades que determinen la impressió. No són alegres com en el Renaixement i la disposició de les finestres manifesten la inquietud barroca. Bons exemples en serien la vil·la Madama o la vil·la Lante al Gianicolo, ambdues de Giulio Romano.
L'autor també ens parla de la vil·la Medici de Nanni Lippi, especialment per remarcar com, en el palau urbà, trobem una façana llisa i un pis principal sense entresòlsniilastres i amb finestres despullades. La façana posterior acostuma a tenir una gran bellesa amb parts laterals sortint, torretes, grans patis oberts amb columnes amb arc mitjà de mig punt i una paret coberta de nínxols, relleus, garlandes i medallons
superposats parcialment, entre d'altres.
La vil·la Borghese de Vasanzi, doncs, representaria una construcció típicament barroca, encara que no doni al carrer perquè s'ubica dins d'un pati, ja que hi notem també aquesta distinció entre exterior i interior.
Per altra banda, cal destacar la necessitat d'un nombre creixent d'habitacions a les vil·les a conseqüència de l'augment del seguici de l'amo de la casa i de la seva ostentació, ja que ja no se sap gaudir d'una existència simple i bella. S'estenen les proporcions, i són fins i tot incòmodes. La sala principal ocupa dos pisos i s'hi respira una atmosfera cerimonial.
Una vegada més, es juga amb l'espectador. La casa no es descobreix de seguida, ja que l'entrada no hi condueix directament, contràriament al Renaixement, en què, per exemple, Alberti recomanava que el palau es localitzés en un turó perquè es pogués veure només sortir de la ciutat. En el barroc, el que predicava Alberti només es donarà a la vil·la de camp.
De la mateixa manera que en el cas comentat, a la vil·la de camp també observem aquests canvis. D'aquesta manera, amb els exemples de diverses vil·les, l'autor ens mostra com va variant progressivament. La vil·la Lante de Vignola, doncs, petita i amb aspecte de pavelló, continua sent bastant renaixentista encara. A la Caprarola de Vignola, un poderós pentàgon recorda una fortalesa. A la vil·la d'Este, gran, tancada, severa, se'ns fa pensar en un palau urbà romà. La vil·la Aldobrandini es fa desagradable per la falta de formes, i la vil·la Mondragone es converteix en un munt de pedres sense valor. Una altra característica d'aquestes vil·les és el fet que la casa quedi subordinada a l'entorn. Com més s'aplica, més desapareix el palau com a art. Hi ha un apropament de l'art a la natura.
En primer lloc, es dona una revaloració de l'entrada on el terreny fa pendent per col·locar la casa el més alt possible i, així, fer una entrada amb unes magnificents escales. N'és un exemple la vil·la d'Este amb la seva planta baixa amb placeta circular central i pujada amb quatre replans. Davant de la casa, hi ha una gran esplanada en forma de terrassa, estreta al començament però que es fa cada cop més ampla a mesura que les escales es van aplanant. A les parts del darrere de la casa es presenta el mateix contrast, abandonant-se tota moderació i donant motius teatrals. L'autor ens cita la vil·la Aldobrandini amb la seva decoració, una de les més riques, basada en nínxols, fonts, estàtues i jocs d'aigua.
Finalment, cal destacar els arbustos de les zones d'accés que, sota un tractament estricte i d'alçada humana, contrasten completament amb la vegetació del darrere de la casa, on tot és més salvatge i lliure.
Per altra banda, Heinrich Wölfflin ens mostra com tot el conjunt del jardí té una aparença arquitectònica. En el Renaixement ja succeïa però, en el barroc, la diferència primordial, la trobem en el fet que la relació arquitectònica es doni sense cap tipus d'unitat de composició.
En el Renaixement, s'admetien totes les formes del terreny i es renunciava a sotmetre-les a un principi més general. Un exemple proposat per l'autor és la vil·la Maderna, on no hi ha cap tipus d'unitat amb la casa ni en la composició o el lloc. El barroc no se sotmet al terreny sinó que el sotmet, i busca imposar-li una disposició homogènia. Hi ha un motiu principal d'un extrem a l'altre, perspectives dominants; cada detall està referit al conjunt segons la seva disposició i calculat pel seu efecte en tota la unitat.
Pot semblar estrany que el pintoresc pugui sotmetre l'arquitectura i el paisatge, però es tracta d'una estranyesa aparent. El barroc utilitza la natura per donar-li una actitud de grandesa i dignitat mesurada. El parc, no obstant això, no s'adapta a la llei arquitectònica.
L'autor ens presenta dues maneres d'alliberar-se de la composició arquitectònica:
- El parc es perd de la natura salvatge, passa de mica en mica a la natura sense formes ni vincles.
- La perspectiva oberta sobre el paisatge es considera essencial. El tectònic acull com a complement l'atectònic, allò que no té ni forma ni límit. El Renaixement encara no tenia nocions d'aquest tipus de composició.

A més, en aquest capítol, l'autor en parla de com l'arquitectura del jardí barroc conté espais i motius més grans que al Renaixement, ja que el seu ideal és spazioso, l'extensió.
Hi trobem grans esplanades sense ornamentació on, exclusivament, es cultiven plantes medicinals i botànica en compartiments. Així, doncs, l'ornamentació queda relegada al giardino secreto, un jardí d'ostentació, separat de la resta del conjunt, col·locat en el punt de més relació amb la casa, i on, a diferència del jardí urbà, l'espai és il·limitat.
Un altre punt destacat és com el gust barroc es caracteritza pel poder de les dimensions i pel tractament unitari i de la massa, tal com hem anat llegint en la resta de capítols; mentre que en el Renaixement trobàvem grans camps amb flors i sol, en el barroc trobem boscos sense cap mena de clariana, sinó que es tracta d'una massa compacta d'arbres de fullatge atapeït, sense colors, representant un conjunt massiu i ombrívol.
Per altra banda, aquests boscos es caracteritzen pels elements següents:
- No hi ha un significat de l'arbre en si mateix sinó que s'ha de fondre en una acció comuna. Apareixen els grups de roures (en el Renaixement era un tipus d'arbre que no agradava), els avets i els xiprers. En el Renaixement, en canvi, es donaven els roserars.
- S'utilitzen els arbres amb intel·ligència per tal de crear placetes i camins.
- El bosc pren la forma de natura salvatge amb camins que el travessen.

Pel que respecta a l'aigua, aquesta és tractada de forma massiva, donant a lloc a grans masses sonores. A més, no hi ha una clara transparència, sinó profunditats opaques. En el Renaixement, en canvi, hi trobàvem fonts i rierols.
Una vil·la barroca sense aigua és inimaginable, ja que es tracta d'un element indispensable. El soroll és necessari en el barroc per tal de representar aquest moviment constant que caracteritza aquest estil.
Així, doncs, l'aigua es representarà sempre amb:
a) Font: o aïllada o contra un mur, col·locada en un nínxol. D'aquesta manera, adquireix el tractament arquitectònic abans comentat, tot assimilant-se a una construcció a la roca.
A més, la pila que era plana i de cantó agut en el Renaixement, es torna profunda amb un cantó solapat de manera que l'aigua pugui caure de forma regular pels costats. El barroc no vol rajos aïllats, sinó tot un conjunt. No es fa brollar l'aigua sinó que es fa caure sorollosament.
Tipus de fonts que ens presenta l'autor: 
- font tectònica aïllada,
- fontana rústica o naturalista (blocs de roca, grutes),
- font de nínxol (poques vegades aïllada, acostuma a estar en agrupaments de tres o quatre. Monumental).
b) La cascada: el riu es transforma en un element central del jardí que baixa des d'un turó. No es tracta d'un lliure rierol sinó d'un torrent de curs estilitzat. Va passant per etapes i la seva canalització es va fent més estricta a mesura que arribem a la casa. Un bon exemple n'és la vil·la Aldobrandini amb la seva gran cascada. L'aigua apareix d'una natura verge (d'una fontana rústica), cau sobre una zona plana, avança en línia recta i torna a precipitar-se.
c) L'estany: en el Renaixement, ja existeixen amb forma de viver o piscina, integrant-se, normalment, en un context formal més estricte, com podria ser la casa. Amb el temps, es va tornant oval i va desapareixent el fons, cada vegada més fosc. Es reprodueixen, doncs, els llacs “naturals”, moltes vegades amb una illa al centre.
L'aigua es converteix en un joc, d'aquí que es donin jocs musicals i, fins i tot, es duguin a terme activitats que comportin que els amfitrions mullin els convidats, L'autor ens cita els sistemes hidràulics que es troben en relació amb els sistemes acústics als teatres, per exemple, de vil·la Aldobrandini.
Finalment, donat que la finalitat de les vil·les és acollir un nombre nombrós de persones i que el barroc comporta recórrer els camins amb elegància, cavalls i carrosses, les festes galants tindran lloc als jardins. A diferència dels jardins nòrdics, doncs, no hi ha la necessitat de tenir un instant de solitud amb la natura, sinó que tot es converteix en un escenari festiu i ple de vida.

## La seva relació amb el llibreConceptes fonamentals de la història de l'art
Tots els conceptes exposats en Renaissance und Barock van ser corregits i extrets de tanta rigidesa en Kunstgeschichtliche Grundbegriffe. Eine Revision (Conceptes fonamentals de la història de l'art. Una revisió, 1933), un segon llibre que no sols modificava l'anterior, sinó també ampliava els seus continguts, reafirmant la importància de la publicació mencionada al començament d'aquest article.

## Edicions i traduccions
Wölfflin, Heinrich: Renaissance und Barock : eine Untersuchung über Wesen und Entstehung
des Barockstils in Italien / von Heinrich Wölfflin, München: Bruckmann, 1888. - XI, 123 S.: Ill.
Wölfflin, Heinrich: Renaissance und Barock : eine Untersuchung über Wesen und Entstehungd es Barockstils in Italien / von Heinrich Wölfflin. -2., vollst. neu ill. Aufl./ bearb. von Hans Willich, München: Bruckmann, 1907. - XI, 123 S. : Ill.
García Melero, Jose Enrique. Literatura española sobre artes plàsticas, vol.2, bibliografía aparecida en España durante el siglo XIX. Ediciones Encuentro, Madrid, 2002, Wölfflin Heinrich, pag. 319.